# Nesticus kataokai
Nesticus kataokai är en spindelart som beskrevs av Takeo Yaginuma 1979. Nesticus kataokai ingår i släktet Nesticus och familjen grottspindlar. Inga underarter finns listade i Catalogue of Life.